# World Series Baseball starring Deion Sanders
World Series Baseball starring Deion Sanders is een computerspel dat werd ontwikkeld door BlueSky Software en uitgegeven door Sega. Het spel kwam in 1995 uit voor het platform Sega 32X. Met het spel kan de speler honkbal spelen. Het spel bezit de volledige licentie van de MLBPA. Hierdoor zijn er 28 teams en 700 spelers te vinden. Het speelveld wordt in isometrisch getoond. 
Het spel kan gespeeld worden in drie modi:
- Exhibition: snelle partij tussen elk mogelijk team.
- Full season: volledig Major League Baseball seizoen.
- Playoff: wedstrijden die leiden tot de World Series.

## Ontvangst
| Beoordeeld door                      | Jaar | Score |
| ------------------------------------ | ---- | ----- |
| The Video Game Critic                | 2002 | 83%   |
| GameFan Magazine                     | 1996 | 83%   |
| Video Games & Computer Entertainment | 1996 | 80%   |
| Ultimate Gamer Magazine              | 1996 | 80%   |
| All Game Guide                       | 1998 | 70%   |
| GamePro (US)                         | 1996 | 60%   |
| Digital Press - Classic Video Games  | 2005 | 50%   |
| Sega-16.com                          | 2011 | 20%   |